# Halowe Mistrzostwa Europy w Lekkoatletyce 1990 – bieg na 60 m mężczyzn
Bieg na 60 metrów mężczyzn – jedna z konkurencji biegowych rozgrywanych podczas halowych lekkoatletycznych mistrzostw Europy w  hali Kelvin Hall w Glasgow. Eliminacje, półfinały i bieg finałowy zostały rozegrane 3 marca 1990. Zwyciężył reprezentant Wielkiej Brytanii Linford Christie. Tytułu zdobytego na poprzednich mistrzostwach nie obronił Andreas Berger z Austrii, który zajął tym razem 4. miejsce w finale.

## Rezultaty

### Eliminacje
Rozegrano 3 biegi eliminacyjne, do których przystąpiło 18 biegaczy. Awans do półfinałów dawało zajęcie jednego z pierwszych trzech miejsc w swoim biegu (Q). Skład półfinałów uzupełniło czterech zawodników z najlepszym czasem wśród przegranych (q).
Opracowano na podstawie materiału źródłowego.

#### Bieg 1
| Miejsce | Zawodnik         | Czas | Uwagi |
| ------- | ---------------- | ---- | ----- |
| 1       | Linford Christie | 6,66 | Q     |
| 2       | Jiří Valík       | 6,70 | Q     |
| 3       | Sergio López     | 6,73 | Q     |
| 4       | Witalij Sawin    | 6,74 | q     |
| 5       | Raymond Schüler  | 6,74 | q     |
| 6       | Antoine Richard  | 6,78 |       |

#### Bieg 2
| Miejsce | Zawodnik             | Czas | Uwagi |
| ------- | -------------------- | ---- | ----- |
| 1       | Pierfrancesco Pavoni | 6,61 | Q     |
| 2       | Bruno Marie-Rose     | 6,68 | Q     |
| 3       | José Javier Arqués   | 6,69 | Q     |
| 4       | Nigel Walker         | 6,71 | q     |
| 5       | Dietmar Schulte      | 6,74 | q     |
| 6       | Jouni Myllymäki      | 6,81 |       |

#### Bieg 3
| Miejsce | Zawodnik           | Czas | Uwagi |
| ------- | ------------------ | ---- | ----- |
| 1       | Enrique Talavera   | 6,69 | Q     |
| 2       | Andreas Berger     | 6,72 | Q     |
| 3       | Jason Livingston   | 6,77 | Q     |
| 4       | Franz Ratzenberger | 6,77 |       |
| 5       | Stefan Burkart     | 6,79 |       |
| 6       | Kennet Kjensli     | 6,83 |       |

### Półfinały
Rozegrano 3 biegi półfinałowe, w których wystartowało 13 biegaczy. Awans do finału dawało zajęcie jednego z dwóch pierwszych miejsc w swoim biegu (Q).
Opracowano na podstawie materiału źródłowego.

#### Bieg 1
| Miejsce | Zawodnik             | Czas | Uwagi |
| ------- | -------------------- | ---- | ----- |
| 1       | Pierfrancesco Pavoni | 6,58 | Q     |
| 2       | Jiří Valík           | 6,63 | Q     |
| 3       | Enrique Talavera     | 6,70 |       |
| 4       | Nigel Walker         | 6,70 |       |
| 5       | Dietmar Schulte      | 6,78 |       |

#### Bieg 2
| Miejsce | Zawodnik           | Czas | Uwagi |
| ------- | ------------------ | ---- | ----- |
| 1       | Linford Christie   | 6,61 | Q     |
| 2       | Andreas Berger     | 6,63 | Q     |
| 3       | José Javier Arqués | 6,66 |       |
| 4       | Witalij Sawin      | 6,71 |       |

#### Bieg 3
| Miejsce | Zawodnik         | Czas | Uwagi |
| ------- | ---------------- | ---- | ----- |
| 1       | Bruno Marie-Rose | 6,66 | Q     |
| 2       | Jason Livingston | 6,72 | Q     |
| 3       | Raymond Schüler  | 6,73 |       |
| 4       | Sergio López     | 6,74 |       |

### Finał
Opracowano na podstawie materiału źródłowego.
| Miejsce | Zawodnik             | Czas | Uwagi |
| ------- | -------------------- | ---- | ----- |
| 1       | Linford Christie     | 6,56 |       |
| 2       | Pierfrancesco Pavoni | 6,59 |       |
| 3       | Jiří Valík           | 6,63 |       |
| 4       | Andreas Berger       | 6,64 |       |
| 5       | Bruno Marie-Rose     | 6,66 |       |
| 6       | Jason Livingston     | 6,75 |       |